# سارکوم مرتبط با واکسن
سارکوم مرتبط با واکسن (VAS) یا سارکوم محل تزریق گربه (FISS) نوعی تومور بدخیم است که در گربه‌ها (و اغلب سگ‌ها و راسوی اهلی) یافت می‌شود که با واکسن‌های خاصی مرتبط است. VAS به یک نگرانی برای دامپزشکان و صاحبان گربه تبدیل شده و منجر به ایجاد تغییراتی در پروتکل‌های واکسیناسیون شده‌است. این سارکوم‌ها بیشتر با واکسن‌های هاری و ویروس لوکمی گربه‌سانان مرتبط بوده‌اند، اما سایر واکسن‌ها و داروهای تزریقی نیز در این موضوع، دخیل بوده‌اند.

## آسیب‌شناسی
التهاب در زیر پوست به‌دنبال واکسیناسیون به‌عنوان یک عامل خطر در ایجاد VAS در نظر گرفته می‌شود و واکسن‌های حاوی آلومینیم التهاب بیشتری ایجاد می‌کنند. علاوه بر این، ذرات ادجوانت آلومینیم در ماکروفاژهای تومور کشف شده‌است. علاوه بر این، ویژگی‌های ژنتیکی حیوان نیز می‌تواند در ایجاد سارکوم‌های محل تزریق نقش داشته باشد. بروز VAS بین ۱ در ۱٬۰۰۰ تا ۱ در ۱۰٬۰۰۰ گربهٔ واکسینه شده‌است و مشخص شده‌است که وابسته به دوز است. مدت زمان انجام واکسیناسیون تا تشکیل تومور از سه ماه تا یازده سال متغیر است. فیبروسارکوم شایع‌ترین نوع VAS است. انواع دیگر عبارت‌اند از رابدومیوسارکوم، میکسوسارکوم، کندروسارکوم، هیستیوسیتوم فیبری بدخیم و سارکوم تمایزنیافته.
نمونه‌های مشابهی از این‌گونه از سارکوم‌ها شامل تومورهای مرتبط با ایمپلنت‌های فلزی و مواد و اجسام خارجی در انسان نیز رخ می‌دهند.

## تشخیص
VAS به‌صورت یک تودهٔ سفت که به‌سرعت در حال رشد است، در داخل و زیر پوست ظاهر می‌شود. این توده اغلب در زمانی‌که برای نخستین بار تشخیص داده می‌شود بسیار بزرگ است و می‌تواند زخمی یا عفونی شود. احتمالاً به‌دلیل رشد سریع این تومورها، آن‌ها اغلب حاوی حفره‌های پر از مایع هستند. تشخیص VAS از طریق بیوپسی است. بیوپسی وجود سارکوم را نشان می‌دهد، اما اطلاعاتی مانند محل و وجود التهاب یا نکروز، شک به VAS را افزایش می‌دهد. ممکن است گربه‌ها پس از واکسیناسیون دچار گرانولوم شوند، بنابراین مهم است که پیش از انجام جراحی، بین این دو عارضه تفاوت قائل شد.
عکس‌برداری با پرتو ایکس پیش از جراحی انجام می‌شود، زیرا از هر پنج مورد VAS یک مورد متاستاز معمولاً به ریه‌ها و احتمالاً به گره‌های لنفاوی یا پوست، رخ می‌دهد.

## درمان
درمان VAS از طریق جراحی تهاجمی است. به محض شناسایی، تومور، باید با حاشیه‌های بسیار وسیع اطراف آن برداشته شود تا از برداشتن کامل تومور اطمینان حاصل شود. درمان همچنین ممکن است شامل شیمی‌درمانی یا پرتودرمانی باشد. بیان یک فرم جهش‌یافته از پی۵۳، یک ژن سرکوب‌گر تومور، معمولاً در VAS یافت می‌شود.

## پیشگیری
پروتکل‌های واکسیناسیون جدیدی توسط انجمن پزشکان گربه‌سانان آمریکا ارائه شده‌است که نوع و دفعات واکسیناسیون را برای گربه‌ها محدود می‌کند. به‌طور خاص، واکسن ویروس لوسمی گربه باید فقط به بچه‌گربه‌ها و گربه‌های پرخطر داده شود. واکسن‌های راینوتراکئیت گربه/ پنلوکوپنی/کلسی‌ویروس گربه‌سانان باید در ماه‌های ابتدایی و سپس یک سال بعد و سپس هر سه سال یک‌بار تزریق شود. هیچ ارتباط خاصی بین VAS و برند یا شرکت سازندهٔ واکسن، عفونت‌های همزمان، سابقهٔ تروما یا شرایط محیطی وجود ندارد.